# Neoserica vicina
Neoserica vicina är en skalbaggsart som beskrevs av Moser 1915. Neoserica vicina ingår i släktet Neoserica och familjen Melolonthidae. Inga underarter finns listade i Catalogue of Life.